# Antônio Augusto Dias Duarte
Dom Antônio Augusto Dias Duarte (Santo André, 7 de novembro de 1948), é um médico pediatra, doutor em teologia moral e bispo católico brasileiro, atualmente bispo-auxiliar na Arquidiocese do Rio de Janeiro. É numerario do Opus Dei.

## Biografia
Filho de Roberto Dias Duarte e Irma Ada Capisani Duarte. Fez seus estudos de Filosofia no Studium Generale da Prelazia do Opus Dei e Teologia no Colégio Romano da Santa Cruz, de 1970 a 1977. Sua ordenação presbiteral ocorreu em 15 de agosto de 1978, em Barbastro, Espanha. Posteriormente fez o doutorado em Teologia Moral na Universidade de Navarra, na Espanha.
De 1970 a 1975 cursou a faculdade de Medicina na Universidade de São Paulo, especializando em Pediatria. Em 1979 foi assistente do Centro de Estudos de Extensão Universitária em São Paulo; de 1980 a 1986 foi capelão do Centro Cultural Lagoa no Rio de Janeiro; foi capelão do Centro Cultural Feminino Itaporã no Rio de Janeiro, entre os anos de 1979 a 1994; desde 1986 até 1998 foi professor de moral sexual e moral médica no Instituto Superior de Teologia da Arquidiocese do Rio de Janeiro; também foi professor de Antropologia Filosófica e Bioética Clínica no curso de pós-graduação de Bioética na Pontifícia Universidade Católica do Rio de Janeiro e de 1990 a 2004 foi vigário-secretário da delegação da Opus Dei no Rio de Janeiro.  
Eleito bispo em 12 de janeiro de 2005 pelo Papa João Paulo II com a sede titular de Tuscamia e auxiliar da Arquidiocese de São Sebastião do Rio de Janeiro; recebeu a ordenação episcopal no dia 12 de março de 2005, das mãos do Cardeal Dom Eusébio Oscar Scheid, sendo concelebrante o Cardeal Dom Eugênio de Araújo Sales e Dom Alano Maria Pena.
Na Arquidiocese do Rio de Janeiro, Dom Antônio é responsável pelas Pastorais Familiar, da Saúde e da Juventude; pelos movimentos leigos e atua como animador do Vicariato Episcopal Sul. Responsável pela Associação dos Médicos Católicos, pela União dos Juristas Católicos e pela Pastoral Universitária do Regional Leste I. De 2007 a 2011 foi membro da Comissão Episcopal Pastoral para a Vida e a Família da CNBB e responsável pelo setor Vida do Departamento de Família e Vida do CELAM.
Aos 25 de junho de 2011 teve seu nome divulgado como membro reeleito da Comissão Episcopal Pastoral para a Vida e a Família da CNBB.